# Sklep z używaną odzieżą

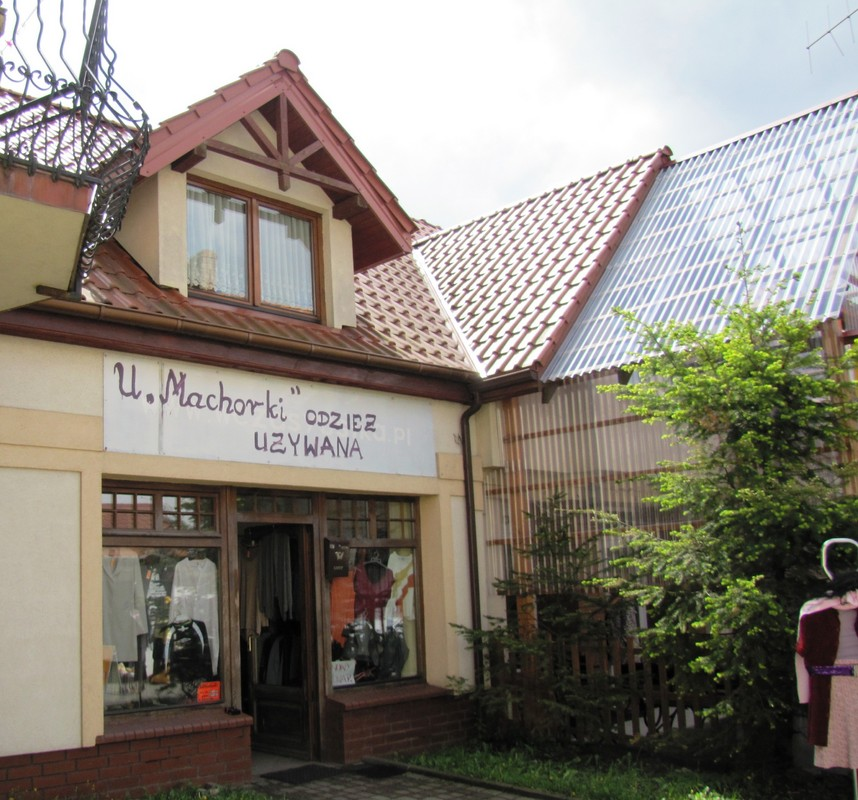
Sklep z odzieżą używaną w Ustce, fot. 2013 r.

Sklep z używaną odzieżą (także: bublownia, ciucholand, lumpeks, szmateks, szmatland, second-hand) – rodzaj sklepu, gdzie sprzedawana jest używana odzież w niskiej cenie, często sprowadzana z zagranicy. Nazwa „ciucholand” powstała z połączenia potocznego określenia ubrania (ciuch) i angielskiego słowa land (oznaczającego „kraj, teren“), czasem wchodzi w skład szyldu sklepowego.
Tego typu placówki handlowe można znaleźć praktycznie w każdym większym mieście (choć nie tylko), często jest to sporych rozmiarów hala z koszami oraz wieszakami, wypełnionymi odzieżą i innymi produktami krawieckimi. W ciucholandach prowadzi się sprzedaż na wagę oraz na sztuki – dana część garderoby zostaje wówczas wyceniona. Bardzo często odzież jest wstępnie sortowana i część sprzedawana jest na sztuki, a reszta na wagę. Zwykle stosuje się również zróżnicowanie cen – towar najdroższy jest w dniu dostawy, a tanieje w miarę „przebierania”. Bardzo często w ostatni dzień przed dostawą, ceny spadają do poziomu cen hurtowych. Jest to popularny sposób na pozbycie się zalegającego towaru w sklepie.

## Historia

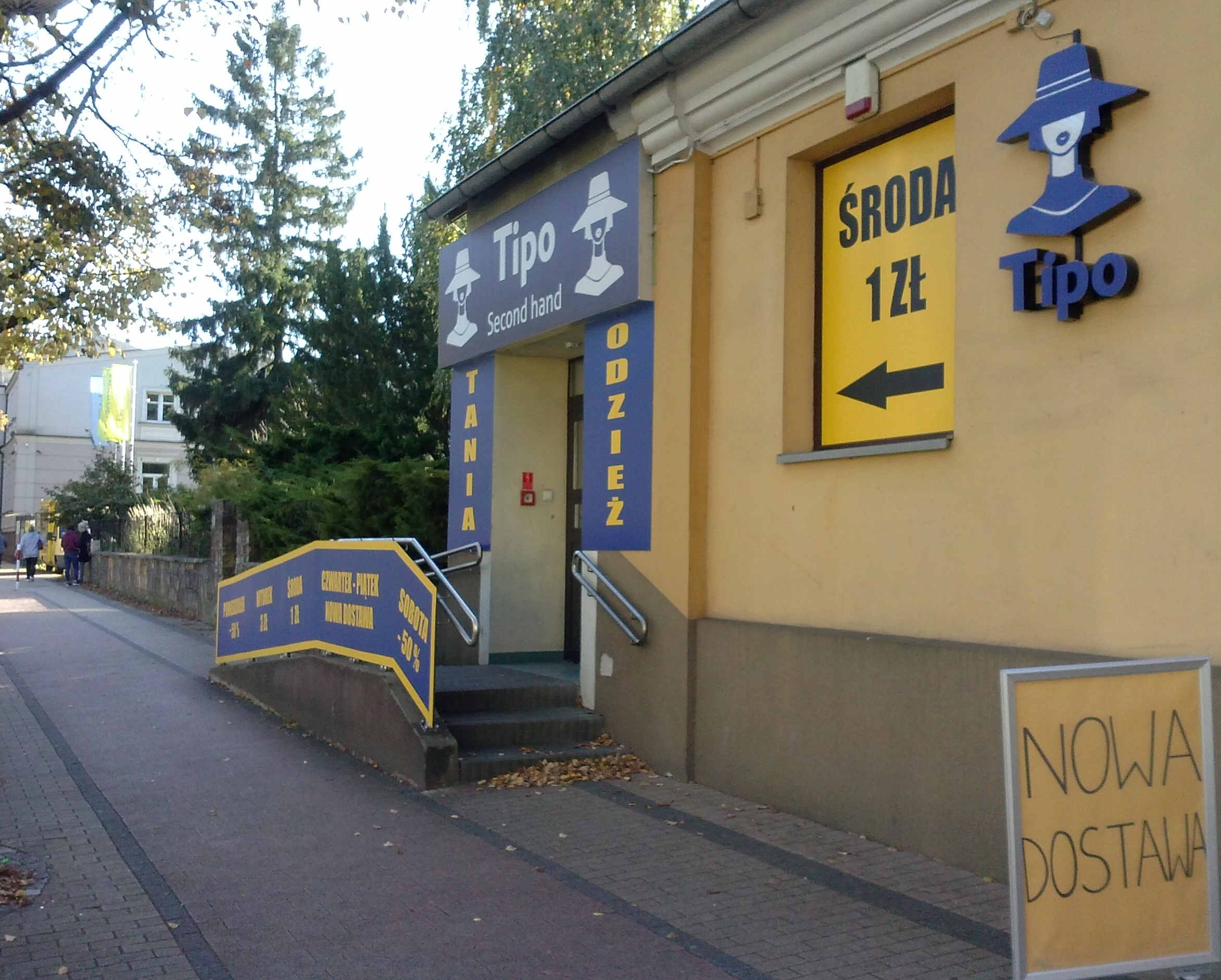
Sklep z używaną odzieżą sieci Tipo w Tomaszowie Mazowieckim

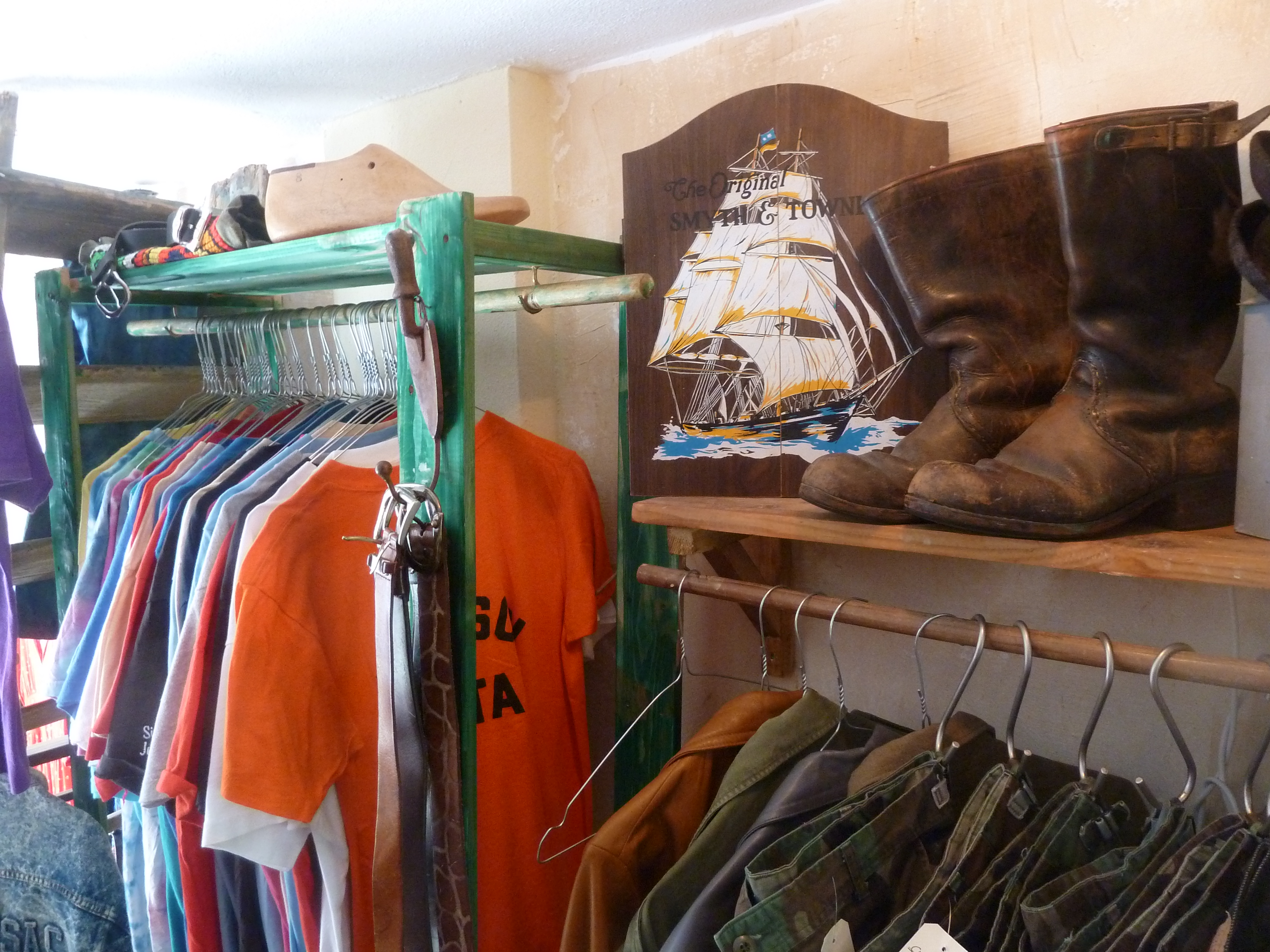
Wnętrze sklepu w Grecji, fot. 2013 r.

Ciucholandy wywodzą się z powstałych w zachodniej Europie w latach 60. XX wieku sklepów sprzedających używaną odzież na wagę, ulokowanych często w garażach (stąd nazwy takich sklepów np. w Niemczech – „Garage”). Głównym celem istnienia tych sklepów była sprzedaż tanich ubrań dla osób ubogich, lecz z biegiem czasu zaczęły one się cieszyć się rosnącą popularnością, zyskując klientów, także wśród osób z uprzywilejowanych klas społecznych.
Rozkwit tej branży w Polsce spowodowała transformacja ustrojowa, dzięki czemu łatwiejsze stało się sprowadzanie odzieży używanej z Zachodu. Zjawiskiem tym zainteresował się polski rząd i w roku 2002 pod pretekstem, że sprowadzana odzież używana ma negatywny wpływ na środowisko, odpowiednim rozporządzeniem wprowadzono całkowity zakaz sprowadzania do kraju niesortowanej odzieży i przeznaczania jej do celów handlowych.
Przepis ten nie dotyczył odzieży posortowanej, czyli poddanej uprzedniej dezynfekcji oraz dezynsekcji. Jednakże te zabiegi spowodowały duży wzrost cen. Wobec tego Krajowa Izba Gospodarcza Tekstylnych Surowców Wtórnych zaprotestowała przeciwko nowym przepisom, szacując, że nowe prawo spowoduje likwidację 40 tysięcy miejsc pracy osób zatrudnionych w tej branży. Ostatecznie przepis zniesiono, co spowodowało dalszy wzrost popularności tego typu sklepów.